# Јосип Јовановић
Јосип Јовановић (Зеница, 13. новембар 1917 — Миљковац, код Добоја, 14. август 1942), учесник Народноослободилачке борбе и народни херој Југославије.

## Биографија
Рођен је 13. новембра 1917. године у Зеници, у службеничкој породици. Завршио је Средњу техничку школу у Сарајеву. Након завршетка школе, радио је као грађевински радник.
Након окупације Југославије 1941, прикључио се илегалном покрету, који је вршио припреме за оружани устанак. Војни комитет одредио га је да ради на терену Добој—Маглај—Грачаница. Међутим, после једне провале у Тузли, био је принуђен да оде на Озрен, где је радио на припремању устанка. По истом задатку био је упућен на терен северно од Добоја, око Требаве. Члан Комунистичке партије Југославије (КПЈ) је постао 1941. године. Када је августа 1941. године формиран Озренски партизански одред, Јосип је у њему био један од истакнутих политичких радника.
У априлу 1942. године, када је од бораца Озренског и Зеничког партизанског одреда, у селу Каменици код Зенице, формиран Трећи источнобосански ударни батаљон, Јосип је постао политички комесар чете у том батаљону. Од августа 1942. године, био је политички комесар Осме чете у Другом батаљону Шесте источнобосанске пролетерске бригаде.
Погинуо је 14. августа 1942. године, у борби Шесте источнобосанске бригаде с Кладањским усташким батаљоном, на северним падинама планине Коњух, код села Миљковац, приликом пребацивања Шесте источнобосанске бригаде на Мајевицу.
Указом председника Федеративне Народне Републике Југославије Јосипа Броза Тита, 27. новембра 1953. године, проглашен је за народног хероја Југославије.